# マンデロニトリル
マンデロニトリル (mandelonitrile) は、配糖体のアミグダリンのアグリコンである。化学式は C8H7NO で、シアノ基とベンゼン環をもつ2級アルコールである。アミグダリンの形で苦扁桃・アンズ・ウメの種子に含まれる。毒物及び劇物取締法の劇物に該当する。